# Quidenham
Quidenham – wieś w Anglii, w hrabstwie Norfolk, w dystrykcie Breckland. Leży 30 km na południowy zachód od Norwich i 130 km na północny wschód od Londynu. Miejscowość liczy 576 mieszkańców.